# Seleção Boliviana de Futebol
A Seleção Boliviana de Futebol, conhecida como La Verde, representa a Bolívia nas competições oficiais de futebol da FIFA. Sua organização está a cargo da Federación Boliviana de Fútbol, cuja fundação data de 12 de setembro de 1925. Está afiliada a FIFA desde 1926 e é um dos membros da CONMEBOL desde 1926.
Já participou três vezes da Copa do Mundo FIFA (1930, 1950 e 1994). Na Copa do Mundo de 1930 participou como convidada, em 1950 conseguiu a classificação após Argentina e Peru desistirem das eliminatórias e na edição de 1994 qualificado jogando as eliminatórias correspondentes, com Xabier Azkargorta como diretor técnico.
A Bolívia participou 26 vezes da Copa América, onde sagrou-se campeã ao vencer a edição de 1963, sendo este título sua maior conquista internacional. Também foi vice-campeã na edição de 1997, com isso conseguiu a classificação para a Copa das Confederações FIFA pela primeira e única vez na edição de 1999.
Quanto às categorias de base, a Bolívia conquistou o Campeonato Sul-Americano Sub-17 de 1986 e conseguiu a classificação para as Copas do Mundo FIFA Sub-17 de 1985 e 1987. Também conquistou o 4º lugar nos Sul-Americanos Sub-20 de 1981 e 1983, e também no Jogos Pan-Americanos de 2007. Em 2010, a seleção sub-15 conquistou a medalha de ouro nos Jogos Olímpicos da Juventude ao vencer o Haiti na final.

### Mais Jogos

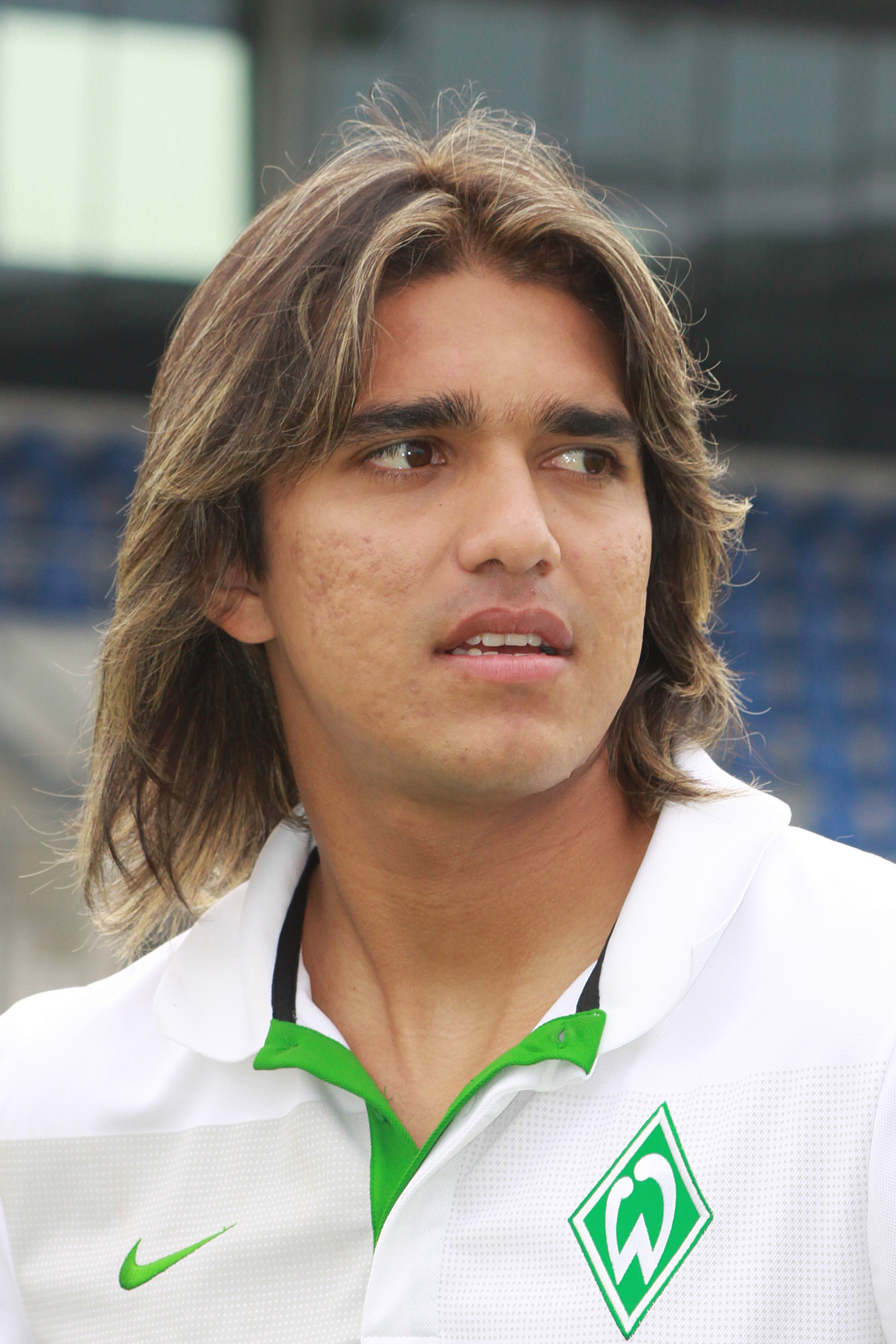
Marcelo Moreno é o jogador com mais jogos, com 108 jogos e com mais gols, com 31 gols, pela seleção boliviana.

## História
Jogou sua primeira partida em 12 de outubro de 1926, em Santiago do Chile, pelo Campeonato Sul-Americano de Futebol de 1926. Neste torneio, perdeu os quatro jogos.
Em 1930, a seleção boliviana participou como convidada da edição inaugural da Copa do Mundo, no Uruguai, perdendo os dois jogos que disputou. Em 1950, classificou-se automaticamente para a Copa do Mundo após o boicote da Argentina, perdendo o único jogo contra o Uruguai, por 8-0. 
A Bolivia participou 28 vezes da Copa América, onde foi campeã como anfitriã de forma invicta em 1963, com cinco vitórias e um empate (a competição ainda era chamada de Campeonato Sul-Americano). Este título foi o único conquistado pela seleção até hoje. 
Participou da edição de 1994 da Copa do Mundo depois de ter se classificado em segundo do grupo B nas Eliminatórias da Copa do Mundo. No grupo C da Copa do Mundo de 1994, empatou um jogo e perdeu dois, sendo eliminada na primeira fase. Marcou um único gol, no jogo entre Bolívia e Espanha. O atacante Erwin Sánchez, então no Boavista (Portugal), foi o autor do tento histórico: a bola chutada pelo "Platini dos Andes" desviou em um jogador espanhol e enganou o goleiro Andoni Zubizarreta, decretando o empate. Porém, com dois gols marcados por Alejandro Hussi em quatro minutos, a Fúria venceria a partida por 3 a 1.
Em 1995, participou da Copa América, onde conseguiu alcançar as quartas de final, feito que não conseguia desde 1963. Nas quartas de final, a seleção perdeu para o Uruguai por 2-1. Em 1997, foi novamente sede da Copa América. O time chegou a final, mas perdeu para o Brasil por 3x1.
Disputou uma única vez a Copa das Confederações, sendo eliminada na fase de grupos, com dois empates e uma derrota. 
Em 2015, chegou às quartas de final da Copa América, feito que não conseguia desde 1997, perdendo essa partida para o Peru por 3x1.
Já suas seleções de base conseguem ter um pouco mais de êxito que a principal. Suas campanhas de destaque são o título do Sul-americano Sub-17 de 1986, a medalha de ouro nos Jogos Olímpicos da Juventude de 2010, o quarto lugar nos Sul-americanos sub-20 de 1981 e 1983 e por fim o quarto lugar no Pan-americano de 2007.

## Estádio
A Bolívia joga suas partidas no Estádio Hernando Siles, localizado a 3637 metros de altitude, tornando-o um dos estádios profissionais do mundo de maior altitude. Muitas seleções visitantes protestaram que a altitude dá uma vantagem injusta à Bolívia contra seus oponentes. Em 27 de maio de 2007, a FIFA provocou uma controvérsia ao determinar que nenhuma partida das Eliminatórias para a Copa do Mundo poderia ser jogada em estádios a 2500 metros de altitude. Entretanto, a FIFA aumentou o limite de altitude para 3000 metros um mês depois após a repercussão negativa e incluiu uma exceção especial para La Paz, assim permitindo o estádio continuar sediando os jogos das Eliminatórias para a Copa do Mundo. Um ano depois, em maio de 2008, a FIFA removeu o limite de altitude.

## Calendário e resultados recentes
Vitória
      Empate
      Derrota

### 2023
| 24 de Março Amistoso | Bolívia | 0–1       | Uzbequistão    | Jedá, Arábia Saudita                                                                |  |
| 21:00 (UTC+3)        |         | Relatório | 36' Shomurodov | Estádio: Cidade dos Esportes Rei Abdullah Público: 30 Árbitro: KSA Faisal Al-Balawi |  |

| 28 de Março Amistoso | Arábia Saudita          | 1–2       | Bolívia                              | Jedá, Arábia Saudita                                                                |  |
| 22:00 (UTC+3)        | - Al-Dawsari 44' (pen.) | Relatório | - Marcelo Moreno 13' - Algarañaz 68' | Estádio: Estádio Príncipe Abdullah al-Faisal Público: 3,000 Árbitro: UAE Ahmed Issa |  |

| 17 de Junho Amistoso | Equador        | 1–0       | Bolívia | Harrison, Estados Unidos                          |  |
| 19:00 (UTC−4)        | - Valencia 69' | Relatório |         | Estádio: Red Bull Arena Árbitro: USA Victor Rivas |  |

| 20 de Junho Amistoso | Bolívia | 0–0       | Chile | Santa Cruz de la Sierra, Bolívia                                  |  |
| 20:00 (UTC−4)        |         | Relatório |       | Estádio: Estádio Ramón Tahuichi Aguilera Árbitro: VEN José Argote |  |

| 27 de Agosto Amistoso | Bolívia      | 1–2       | Panamá           | Cochabamba, Bolívia                                           |  |
| 16:00 (UTC−4)         | - Ursino 52' | Relatório | - Lenis 12', 87' | Estádio: Estádio Félix Capriles Árbitro: ARG Pablo Echavarría |  |

| 8 de Setembro Elim. Copa do Mundo | Brasil                                                | 5–1       | Bolívia      | Belém, Brasil                                                 |  |
| 21:45 (UTC−3)                     | - Rodrygo 24', 53' - Raphinha 47' - Neymar 61', 90+3' | Relatório | - Ábrego 78' | Estádio: Mangueirão Público: 43,188 Árbitro: PAR Juan Benítez |  |

| 12 de Setembro Elim. Copa do Mundo | Bolívia | 0–3       | Argentina                                       | La Paz, Bolívia                                                               |  |
| 16:00 (UTC−4)                      |         | Relatório | - Fernández 31' - Tagliafico 42' - González 83' | Estádio: Estádio Hernando Siles Público: 24,000 Árbitro: URU Esteban Ostojich |  |

| 12 de Outubro Elim. Copa do Mundo | Bolívia       | 1–2       | Equador                      | La Paz, Bolívia                                                             |  |
| 19:00 (UTC−4)                     | - Ramallo 83' | Relatório | - Páez 45' - Rodríguez 90+6' | Estádio: Estádio Hernando Siles Público: 34,200 Árbitro: CHI Cristian Garay |  |

| 17 de Outubro Elim. Copa do Mundo | Paraguai       | 1–0       | Bolívia | Assunção, Paraguai                                                                |  |
| 19:30 (UTC−3)                     | - Sanabria 69' | Relatório |         | Estádio: Estádio Defensores del Chaco Público: 30,681 Árbitro: URU Gustavo Tejera |  |

| 16 de Novembro Elim. Copa do Mundo | Bolívia                     | 2–0       | Peru | La Paz, Bolívia                                                                 |  |
| 16:00 (UTC−4)                      | - H. Vaca 20' - R. Vaca 87' | Relatório |      | Estádio: Estádio Hernando Siles Público: 28,000 Árbitro: EQU Guillermo Guerrero |  |

| 21 de Novembro Elim. Copa do Mundo | Uruguai                                | 3–0       | Bolívia | Montevidéu, Uruguai                                                   |  |
| 20:30 (UTC−3)                      | - Núñez 15', 71' - Villamíl 39' (g.c.) | Relatório |         | Estádio: Estádio Centenario Público: 46,100 Árbitro: PER Kevin Ortega |  |

### 2024
| Setembro Elim. Copa do Mundo | Bolívia | 4 - 0     | Venezuela | La Paz, Bolívia                 |  |
| --:-- (UTC−4)                |         | Relatório |           | Estádio: Estádio Hernando Siles |  |

| Setembro Elim. Copa do Mundo | Chile | 1 - 2     | Bolívia | Santiago, Chile                            |  |
| --:-- (UTC−3)                |       | Relatório |         | Estádio: Estádio Monumental David Arellano |  |

| Outubro Elim. Copa do Mundo | Bolívia | 1 - 0     | Colômbia | La Paz, Bolívia                 |  |
| --:-- (UTC−4)               |         | Relatório |          | Estádio: Estádio Hernando Siles |  |

| Outubro Elim. Copa do Mundo | Argentina | 6 - 0     | Bolívia | Argentina |  |
| --:-- (UTC−3)               |           | Relatório |         |           |  |

| Novembro Elim. Copa do Mundo | Equador | v | Bolívia | Equador |
| --:-- (UTC−5)                |         |   |         |         |

| Novembro Elim. Copa do Mundo | Bolívia | v | Paraguai | La Paz, Bolívia                 |  |
| --:-- (UTC−4)                |         |   |          | Estádio: Estádio Hernando Siles |  |

## Títulos

### Títulos oficiais
| CONTINENTAIS | CONTINENTAIS | CONTINENTAIS | CONTINENTAIS |
|              | Competição   | Vezes        | Ano          |
| ------------ | ------------ | ------------ | ------------ |
|              | Copa América | 1            | 1963         |

 Campeão Invicto Da Copa America

### Cronologia dos Títulos
| Sede    | Torneio      | Ano  | N.º |
| ------- | ------------ | ---- | --- |
| Bolívia | Copa América | 1963 | 1º  |

### Títulos de base

#### Seleção Sub-20
- Medalha de bronze nos Jogos Sul-Americanos: 2 (1978, 2010).

#### Seleção Sub-17
- Campeonato Sul-Americano Sub-17: 1 (1986).

#### Seleção Sub-15
- Medalha de ouro nos Jogos Olímpicos da Juventude: 1 (2010).

## Campanhas em destaque
| Seleção Principal                              | Seleção Principal | Seleção Principal | Seleção Principal | Seleção Principal |
| Torneio                                        | Campeão           | Vice-campeão      | Terceiro          | Quarto            |
| ---------------------------------------------- | ----------------- | ----------------- | ----------------- | ----------------- |
| Copa América                                   | 1 (1963)          | 1 (1997)          |                   | 2 (1927, 1949)    |
| Seleção de Base                                |                   |                   |                   |                   |
| Torneio                                        | Campeão           | Vice-campeão      | Terceiro          | Quarto            |
| Campeonato Sul-Americano Sub-20                |                   |                   |                   | 2 (1981, 1983)    |
| Campeonato Sul-Americano Sub-17                | 1 (1986)          |                   |                   |                   |
| Campeonato Sul-Americano Sub-15                |                   |                   |                   | 1 (2005)          |
| Pré-Olímpico Sul-Americano Sub-23              |                   |                   | 1 (1988)          |                   |
| Seleção Olímpica                               |                   |                   |                   |                   |
| Torneio                                        | Ouro              | Prata             | Bronze            |                   |
| Jogos Sul-americanos                           |                   |                   | 2 (1978 e 2010)   |                   |
| Jogos Olímpicos de Verão da Juventude (sub-15) |                   |                   |                   |                   |
| Jogos Olímpicos de Verão da Juventude (sub-18) | 1 (2010)          |                   |                   |                   |